# Dylan Dog
Dylan Dog ist die Comicfigur der gleichnamigen Comicserie, welche von Tiziano Sclavi 1986 für den italienischen Comicverlag Sergio Bonelli Editore (international: Bonelli Comics) erfunden wurde.

## Serie
Die auf 98 Seiten in Schwarz-Weiß erscheinenden Geschichten laufen meistens nach demselben Schema ab: Anfangs geschieht ein Mord oder ein unnatürlicher Todesfall. Mit der Erklärung der Polizei kann sich der Hinterbliebene, meist eine junge attraktive Frau, nicht abfinden und beauftragt Dylan Dog mit der Lösung des Falls. Im Verlauf der Geschichte entsteht ein intimes Verhältnis mit der Auftraggeberin. Dylan Dog zweifelt an übersinnlichen Theorien, die sich jedoch am Ende fast immer als wahr erweisen.

## Figur
Dylan Dog ist ein trockener Alkoholiker und ehemaliger Polizist Scotland Yards, der nun als Privatdetektiv mehr schlecht als recht sein Geld verdient. Seine Kleidung ist stets dieselbe: eine Blue Jeans, ein rotes Oberhemd und eine schwarze Jacke. Um in Ruhe nachzudenken, spielt er Klarinette und bastelt an immer derselben Modellgaleone. Er fährt einen alten VW Käfer mit dem Kennzeichen DYD 666.
Der Name Dylan ist eine Hommage an den englischen Dichter Dylan Thomas, Rupert Everett diente als Vorlage für das äußere Erscheinungsbild der Hauptfigur.

## Nebenfiguren
Groucho

Groucho ist sein Assistent, der ihm oft in letzter Sekunde die Haut rettet. Groucho war ein Groucho-Marx-Imitator und ähnelt diesem auch äußerlich sehr, auf Grund dessen wird er von Dylan einfach Groucho genannt. Groucho ist für seine Witze berüchtigt. In der amerikanischen Version der Dylan Dog-Comics wurde auf Grund von Rechtsstreitigkeiten der typische Groucho-Marx-Bart wegretuschiert und Groucho heißt hier Felix.

Inspektor Bloch

ist die Verbindung zu Dylan Dogs Vergangenheit bei Scotland Yard und ein guter Freund, wenn es darum geht, Informationen zu beschaffen. Für Inspektor Bloch diente der englische Schauspieler Robert Morley als graphische Vorlage.

## Craven Road No. 7
Auch die Wohnadresse steckt voller Anspielungen, hier diente der Horrorfilme-Regisseur Wes Craven, bekannt vor allem für seine Nightmare-on-Elmstreet-Filme, als Namensgeber. Die Craven Road existiert in London tatsächlich, unter der angegebenen Adresse befindet sich ein Lokal, welches unter anderem Dylan Dog Sandwiches verkauft.
Betätigt man Dylans Türklingel, erklingt ein Schrei – auch dies ist ein Filmzitat, eine schreiende Türklingel begrüßte auch die Gäste in Eine Leiche zum Dessert von Robert Moore.

## Veröffentlichung in Deutschland
Im Jahr 2001 brachte der Carlsen Verlag den Comic in Deutschland auf den Markt und betreute jede Ausgabe redaktionell. Die Serie wurde nach Band 20 im November 2002 wieder eingestellt. Edition Schwarzer Klecks führte die Serie seitdem in niedriger Auflage unregelmäßig mit etwa sechs Bänden pro Jahr fort, von denen zumeist je zwei zeitgleich erscheinen. Es erschienen 62 Bände, der letzte Band im Juli 2009. Ende 2011 wurde inoffiziell bekanntgegeben, dass wegen schwacher Verkaufszahlen keine neuen Bände mehr beim Verlag Edition Schwarzer Klecks erscheinen werden. Die deutschen Bände wurden nicht in der Originalreihenfolge veröffentlicht. Seit Ende 2014 veröffentlicht der Libellus Verlag in München die Dylan Dog Comics wieder auf Deutsch. Die Bände werden diesmal in der Originalreihenfolge, coloriert und als Hardcover erscheinen. Ein Band wird jeweils drei Dylan Dog Geschichten enthalten. Allerdings erschien der letzte Band, Band 6, im Mai 2017.

## Veröffentlichung in anderen Ländern
Dylan Dog erschien außerhalb Italiens außerdem in den USA (Dark Horse Comics), Kroatien (Ludens), Serbien (Veseli Četvrtak und Expik Publications), Dänemark (Shadow Zone Media), Niederlande (Silvester), Polen (Tore) und Spanien (Aleta Ediciones). Auch in der Türkei (Rodeo und Hoz Comics) sowie in Frankreich (Glénat) sind Bände erschienen.

## Kino-Adaptionen
Der Film DellaMorte DellAmore, nach einer Geschichte von Tiziano Sclavi mit Rupert Everett in der Hauptrolle, ist eine Hommage an Dylan Dog. So basiert der Name der Hauptfigur Francesco Dellamorte auf einer Geschichte Sclavis und sein Kleidungsstil entspricht dem Dylans.
Unter dem Filmtitel Dylan Dog erschien 2011 in den deutschen Kinos eine Verfilmung mit Brandon Routh in der Rolle des Dylan. Sam Huntington spielt dabei seinen Partner Marcus.

## Zitat
„Homer, die Bibel und Dylan Dog sind so gut, dass ich sie täglich lese.“